# Вятська провінція
Вятська провінція — одна з провінцій Московського царства і з 1721 року Російської імперії. Центр — місто Хлинов (Вятка).

## Історія
29 травня 1719 Сибірська губернія розділена на 3 провінції, в тому числі Вятську провінцію. У складі провінції міста: Хлинов (Вятка) — 6511 дворів, Кай — 1195 дворів і Кунгур — 3202 дворів. Вятська провінція складалася з 7 дистриктів: Хлиновського, Слобідського, Котєльницького, Орловського, Шестаковського, Кайгородського й Кунгурського.
По ревізії 1710 (ландратський перепис), на землях, що увійшли до Вятської провінції налічувалося 10,9 тисяч селянських дворів.
4 червня 1724 місто Кунгур з Кунгурським повітом передано з Вятської провінції до Солікамської провінції через віддаленість Кунгура від Хлинова.
29 квітня 1727 Вятська й Солікамська провінції передані до складу Казанської губернії.
11 вересня 1780 Вятська провінція була скасована і разом з частиною Свіязької й Казанської провінцій увійшла до складу новоствореного Вятського намісництва.